# Józef Słotwiński (nauczyciel)
Józef Słotwiński herbu Leliwa (ur. 19 kwietnia 1856 w Głobikowej, zm. 9 października 1917 w Lubaczowie) – polski nauczyciel.

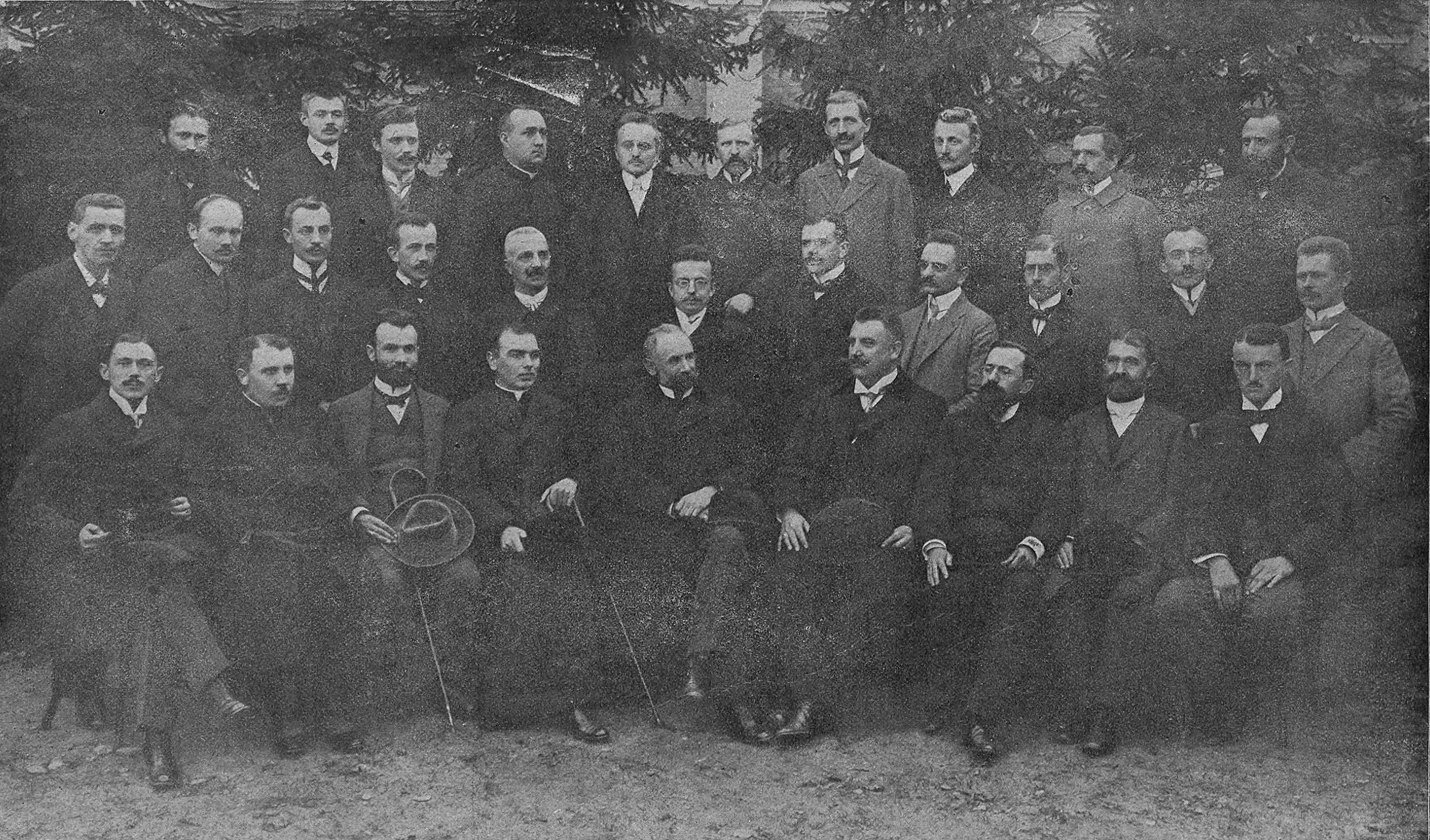
Dyr. Józef Słotwiński wraz z gronem nauczycielskim Gimnazjum w Jaśle (1911)

## Życiorys
Józef Słotwiński urodził się 19 kwietnia 1856 w Głobikowej. Wywodził się z rodu Słotwińskich herbu Leliwa. Był wnukiem Konstantego oraz synem Ludwika i Eugenii z domu Maciejewskiej. Ukończył C. K. Gimnazjum w Tarnowie. Studiował na Wydziale Filozoficznym Uniwersytetu Lwowskiego oraz na Wydziale Filozoficznym Uniwersytetu Jagiellońskiego, gdzie złożył podwójny egzamin profesorski: z filozofii klasycznej i polonistyki.
10 września 1881 podjął pracę w szkolnictwie w C. K. Gimnazjum w Stanisławowie. Tam uczył języków łacińskiego, greckiego, polskiego. Egzamin nauczycielski złożył 15 maja 1885 i od tego czasu liczyła się jego służba. Z posady zastępcy nauczyciela w Stanisławowie 14 lipca 1886 został mianowany nauczycielem rzeczywistym w C. K. Gimnazjum w Sanoku. W szkole uczył języków łacińskiego, greckiego, polskiego. 30 listopada 1889 został zatwierdzony w zawodzie nauczycielskim i otrzymał tytuł c. k. profesora. 21 sierpnia 1891 został przeniesiony do C. K. IV Gimnazjum we Lwowie, gdzie otrzymał opróżnioną posadę nauczycielską. Uczył tam języków łacińskiego, greckiego, polskiego.
5 września 1899 został mianowany dyrektorem C. K. Gimnazjum w Jaśle, a stanowisko sprawował od 20 września 1899. W szkole uczył początkowo języka greckiego, później propedeutyki filozofii, a w całym okresie sprawowania stanowiska dyrektora był zastępcą przewodniczącego C. K. Rady Szkolnej Okręgowej w Jaśle. 28 grudnia 1911 otrzymał VI rangę w zawodzie, zaś w roku szkolnym 1911/1912 i 1912/1913 był urlopowany. Na początku grudnia 1911 w Jaśle uroczyście obchodził jubileusz 30-lecia pracy. Postanowieniem z 21 lutego 1913 został na własną prośbę przeniesiony w stan spoczynku, a przy tej okazji otrzymał tytuł c. k. radcy rządu.
Był ceniony w pracy pedagogicznej  i znany ze swojego patriotycznego usposobienia. Uszanował działalność Organizacji Narodowej wśród jasielskich gimnazjalistów Udzielał się społecznie. Przyczynił się do zbiórki funduszy i wybudowania gmachu Bursy Gimnazjalnej im. Adama Mickiewicza w Jaśle, poświęconej 5 października 1912. Był inicjatorem powstania i twórcą Towarzystwa Opieki nad Młodzieżą Gimnazjalną w Jaśle, założonego 1 kwietnia 1900. Był prefektem utworzonej w Jaśle w 1910 Sodalicji Mariańskiej Inteligencji Męskiej pw. Kazimierza Królewicza.
Po przejściu na emeryturę wyjechał z Jasła. Zmarł 9 października 1917 w Lubaczowie. Był żonaty z Marią z domu Kamińską (1868-1958), z którą miał kilkoro dzieci.
Dyrektorowi Słotwińskiemu w 1938 zadedykował swoje wspomnienia gimnazjalne prof. Stanisław Pigoń.

## Odznaczenia
austro-węgierskie
- Medal Jubileuszowy Pamiątkowy dla Cywilnych Funkcjonariuszów Państwowych[16]
- Krzyż Jubileuszowy dla Cywilnych Funkcjonariuszów Państwowych[16]